# Crise de l'esplanade des Mosquées à Jérusalem
Conflit israélo-palestinien
La crise de l'esplanade des Mosquées à Jérusalem fait référence à un regain de tensions et de violences entre Israéliens et Palestiniens après une fusillade mortelle survenue à proximité de l’esplanade des Mosquées à Jérusalem. Deux policiers druzes israéliens ont été tués par trois Arabes israéliens. À la suite de cette attaque et parce que les terroristes provenaient de l'esplanade des Mosquées, l'installation de portiques équipés de détecteurs de métaux aux entrées de l’esplanade, suscite la polémique et la colère des Palestiniens qui se manifeste par des affrontements violents à Jérusalem-Est, une attaque au couteau meurtrière dans une colonie israélienne et le gel, par le président palestinien Mahmoud Abbas, des contacts avec Israël.

## Déclenchement

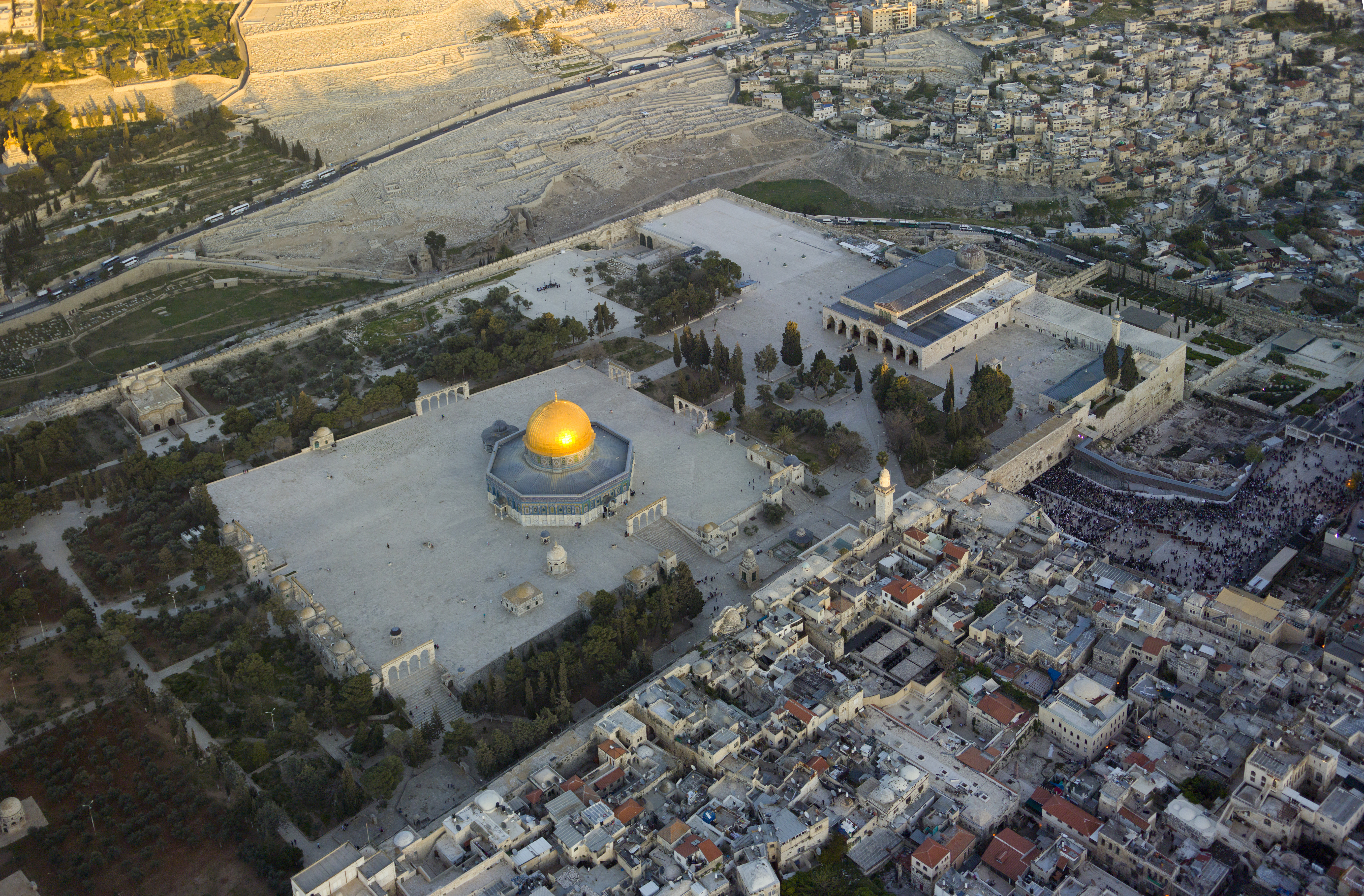
L'Esplanade des Mosquées domine la Vieille Ville de Jérusalem avec en son centre le dôme du Rocher et plus à droite sur l'esplanade, la mosquée al-Aqsa.

Le vendredi 14 juillet 2017, trois Arabes israéliens ouvrent le feu dans aux abords de l'esplanade et tuent deux policiers israéliens. Les assaillants, qui étaient partis de l'esplanade des Mosquées y sont abattus en tentant de s'y réfugier.  Cet événement est considéré comme « l’un des incidents les plus sérieux de ces dernières années ». L’attaque entraîne la fermeture de toutes les entrées et l'annulation des prières sur ce site le même jour.  

## Suites
Le 16 juillet, après une fermeture exceptionnelle de deux jours, Israël rouvre le lieu saint après avoir installé des détecteurs de métaux aux entrées de l'esplanade afin de mieux contrôler les accès de la zone. Selon les autorités israéliennes les armes des assaillants de l’attaque du 14 juillet avaient été cachées dans la mosquée. Cette décision prise sans consulter le Waqf, suscite la polémique et les violences palestiniennes et les responsables du Waqf continuent à refuser d'entrer sur l'esplanade en passant par ces détecteurs. Le dimanche 16 juillet, les prières musulmanes sont donc organisées à l'extérieur de l'esplanade en signe de protestation à l'installation de détecteurs de métaux. 
Le 20 juillet, le cheikh Ikrema Sabri, imam de la mosquée d'Al-Aqsa, a été touché par une balle en caoutchouc tirée par l'armée israélienne et hospitalisé pendant quelque temps.
Le 21 juillet, des dignitaires musulmans et  des factions politiques palestiniennes appellent les fidèles à se rassembler pour une « journée de colère » contre les nouvelles mesures de sécurité, qui, selon eux, « contreviennent aux accords régissant les lieux depuis plusieurs décennies ». Trois Palestiniens sont tués dans les heurts qui s'ensuivent. Le Premier ministre israélien Benjamin Netanyahou avait décidé de ne pas retirer les portiques de sécurité aux entrées de l'esplanade  et de « laisser la police sur place décider des mesures à prendre ». Dans la crainte d'affrontements la police israélienne décide d'interdire aux hommes de plus de cinquante ans l'accès à la vieille ville aux hommes palestiniens de moins de 50 ans, pour la grande prière du vendredi.
Dans la soirée, une famille juive rassemblée pour un dîner de Shabbat dans une colonie en Cisjordanie, est attaquée par un Palestinien de 19 ans qui poignarde les membres de la famille installés à table. Il tue 3 personne et blesse grièvement une quatrième. Il est abattu par un voisin.
Le 23 juillet, plusieurs colons israéliens attaquent des véhicules palestiniens à l'ouest de Naplouse, en Cisjordanie. Selon les témoins, les colons ont ouvert le feu et ont jeté des pierres sur les véhicules.
Le gouvernement israélien retire le 25 juillet les détecteurs de métaux et annonce son intention d'installer à leur place des moyens de sécurité fondés sur une « technologie avancée » 

## Réactions

### Réaction palestinienne
Le 21 juillet, le président palestinien Mahmoud Abbas annonce  un gel des contacts avec Israël et demande l'annulation des nouvelles mesures de sécurité mises en place autour de l'esplanade des Mosquées. Il déclare « Au nom de la direction palestinienne, j'annonce  un gel de tous les contacts avec l'Etat d'occupation à tous les niveaux jusqu'à ce qu'Israël s'engage à annuler toutes les mesures contre notre peuple palestinien en général et à Jérusalem et dans la mosquée Al-Aqsa en particulier ».

### Réactions jordaniennes
Cet attentat est condamné par le roi Abdallah II de Jordanie alors que le Parlement jordanien rend hommage le 16 juillet aux terroristes.

### Réactions internationales
Une réunion d'urgence du Conseil de sécurité de l'ONU, est convoquée  le 24 juillet à la demande de la France, de la Suède et de l'Égypte afin de « parler urgemment de la façon dont les appels à la désescalade peuvent être soutenus ». Les représentants du Quartette, États-Unis, Russie, Union européenne, Onu pour le Proche-Orient ont appelé toutes les parties à « faire preuve d'une retenue maximale, à éviter les actions de provocation ».